# Pärnu (Fluss)
Der Fluss Pärnu (estnisch Pärnu jõgi) ist mit einer Länge von 144 km nach dem Fluss Võhandu der zweitlängste Fluss Estlands.
Der Fluss entspringt im Höhenzug von Pandivere aus Quellen bei Roosna-Alliku (Kreis Järva) und fließt über die Tiefebene von Pärnu in die gleichnamige Ostsee-Bucht. Zuflüsse rechterseits sind (vom Oberlauf) die Flüsse Lintsi, Käru, Vändra und Sauga, linkerseits Navesti und Reiu.

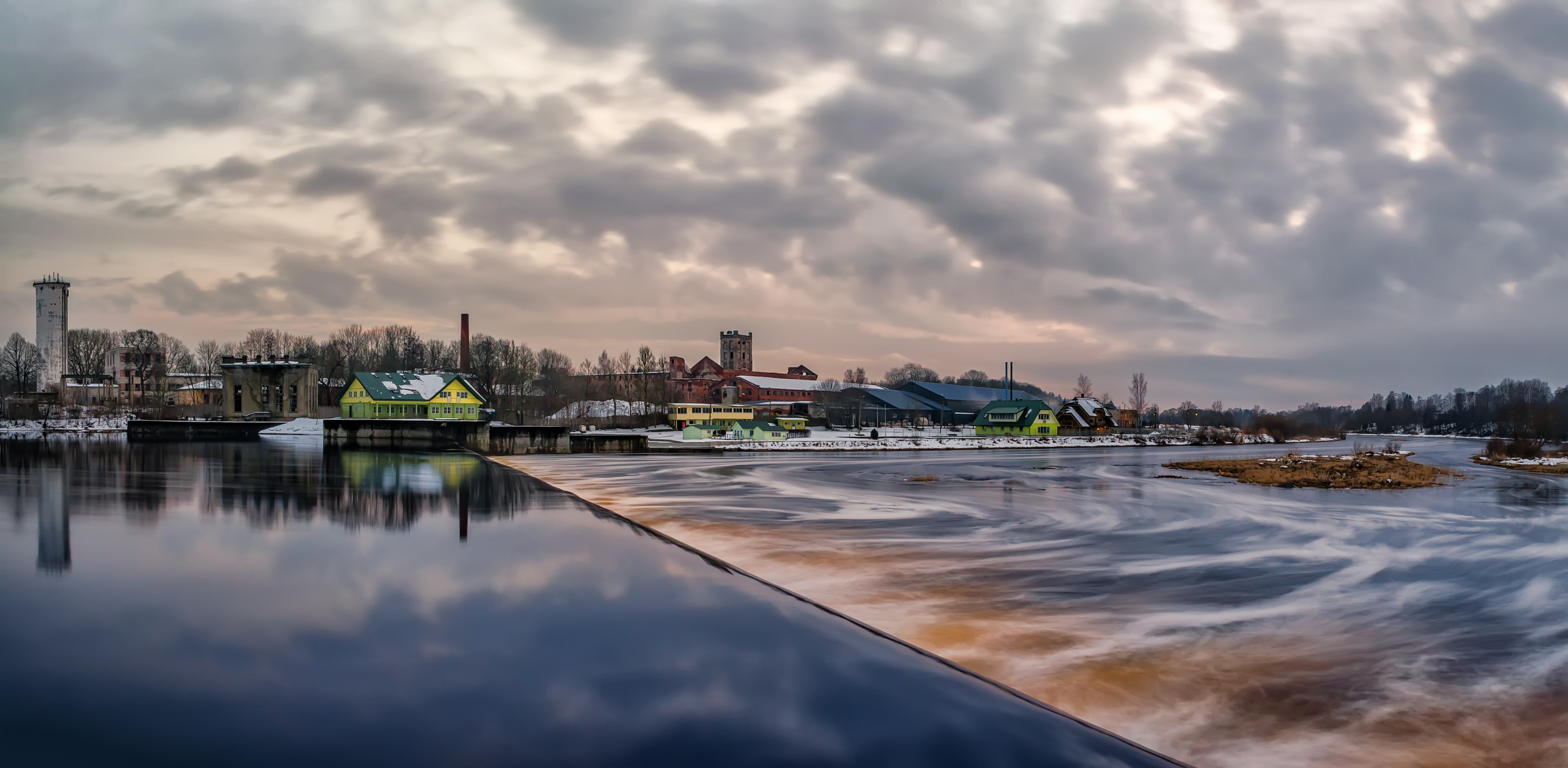
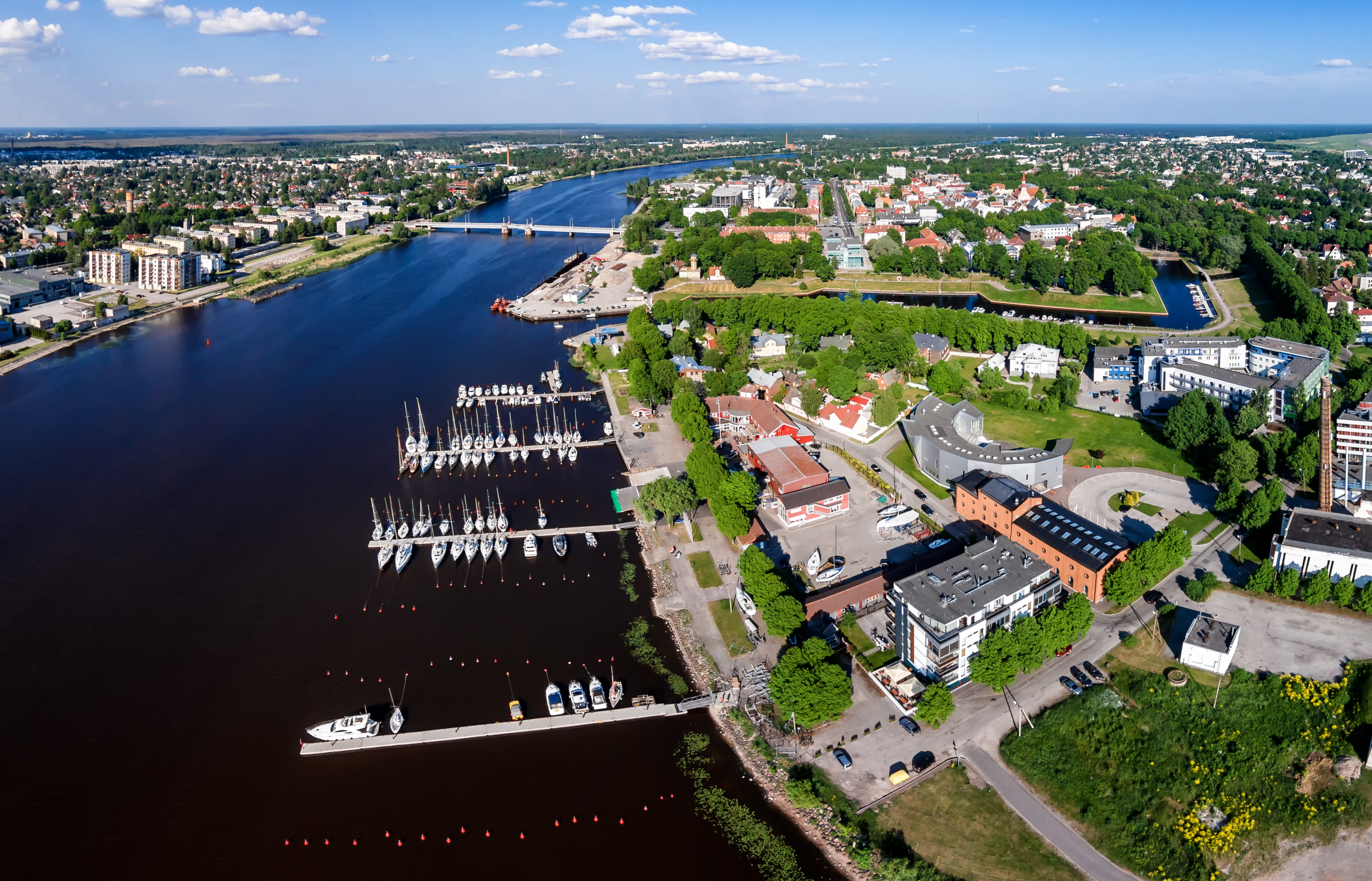
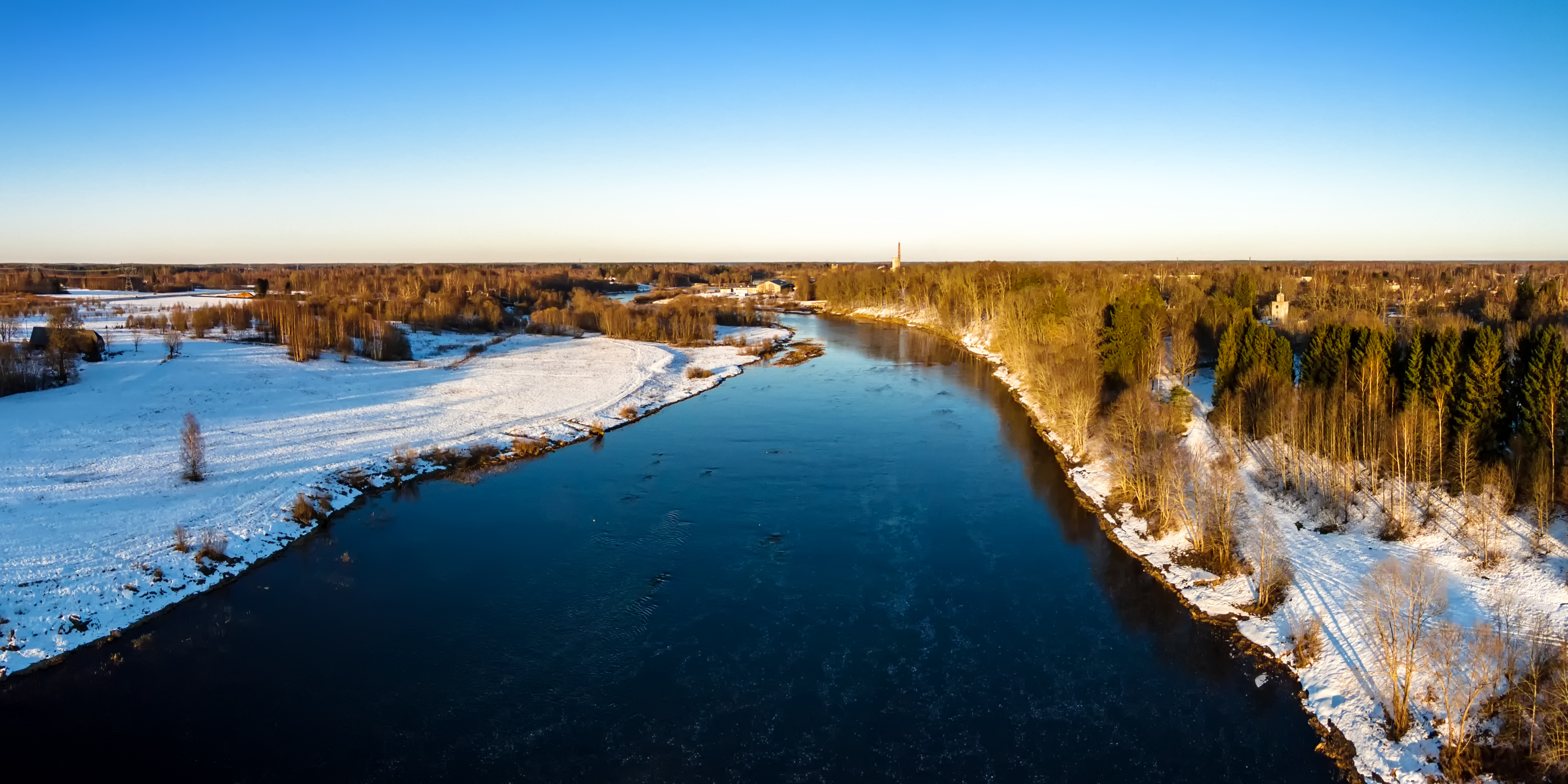